# Грішниця
«Грішниця» — новела Леся Мартовича.
Новела написана восени 1904 р., опублікована в травні 1905 р. у журналі «Літературно-науковий вісник» (кн. Ч, с. 98—103), а в липні того ж року в збірці «Стрибожий дарунок і інші оповідання».

## Сюжет
Оповідання «Грішниця» побудоване як емоційно напружений діалог між хворою жінкою Аничкою та її чоловіком Андрієм. Аничка лежить на смертному ложі восени й передчуває свою близьку смерть. Вона перебуває в тяжкому душевному стані, вважає себе великою грішницею та прагне покаятись. Під тиском совісті вона зізнається чоловікові у своїх гріхах: у тому, що вкрала півміток у сусідки, у тому, що була причиною смерті жінки Івана, з яким потай зраджувала Андрія. Найважчим для неї є визнання, що вона не знає, хто є батьком її трьох дітей — Андрій чи Іван.
Андрій, натомість, виявляє надзвичайну терпимість, розуміння й любов. Він не звинувачує Аничку, не сварить її, а, навпаки, підтримує, заспокоює, намагається зняти з неї тягар провини. Він говорить, що головне — це спільне життя, праця, діти, а не минулі помилки, і що саме завдяки Аничці їхнє господарство стало міцним. Він переконує дружину, що діти — його, бо він їх виховує, годує і любитиме завжди.